# Agum Ier
Agum Ier était un roi de Babylone de la dynastie kassite. Il fut précédé par Gandash et Kashtiliash Ier lui succéda.